# بری لیندون
بری لیندون (به انگلیسی: Barry Lyndon) دهمین فیلم بلند استنلی کوبریک محصول سال ۱۹۷۵ میلادی است. در این فیلم تمامی نورپردازی‌ها با نورهای طبیعی است. این فیلم براساس رمانی به نام شانس بری لیندون نوشته ویلیام تکری ساخته شده‌است.

## داستان فیلم
داستان مردی در قرن ۱۸ که در یک خانواده روستایی ساده به دنیا آمده‌است و با مادرش زندگی می‌کند، عاشق دختر عموی خود می‌شود، موفق به ازدواج با او نمی‌شود. به جنگ می‌رود و پس از آن اتفاقات زیادی در زندگی او پیش می‌آید، با یک کنتس بیوه برای ثروت او ازدواج می‌کند و به این وسیله راه ترقی او باز می‌شود.

## جوایز
- برنده اسکار بهترین فیلمبرداری
- برنده اسکار بهترین موسیقی
- برنده اسکار بهترین طراحی صحنه
- برنده اسکار بهترین طراحی لباس
- نامزد اسکار بهترین فیلم
- نامزد اسکار بهترین کارگردانی
- نامزد اسکار بهترین فیلمنامه اقتباسی
- نامزد گلدن گلوب بهترین فیلم درام
- نامزد گلدن گلوب بهترین کارگردانی
- برنده بفتای بهترین کاگردانی
- برنده بفتای بهترین فیلمبرداری
- نامزد بفتای بهترین فیلم